# Sivarama Swami
Śivarāma Swami (született Létai Péter, Budapest 1949. március 30. –) bhakti-jógi, szerzetes, spirituális tanító és a Krisna-tudat Nemzetközi Szervezetének (ISKCON) egyik vallási vezetője. 
Számos gaudíja vaisnavizmussal foglalkozó mű szerzője, valamint az ősi védikus szentírások bölcseletein alapuló erkölcsi tanítások nemzetközi szószólója.

## Korai évek
Sivarama Swami Budapesten született egy középosztálybeli zsidó családban, holokausztot túlélt szülők gyermekeként. Édesanyja, Létai Magda az UVATERV-nél, egy út- és vasútépítő cégnél dolgozott mint osztályvezető. Édesapja, Létai Pál textil kémikus volt. 1956 decemberében, miután megkezdte első évét Magyarországon az általános iskolában, családja kivándorolt Kanadába az 1956-os forradalom miatt. Montreálban folytatta általános iskolai tanulmányait, valamint ott ismerkedett meg a vallási tanításokkal, a Magyar Protestáns egyháznál, ahova vasárnaponként járt. 1966-ban felvételt nyert a montreáli McGill Egyetemre, ahol kohómérnöknek tanult. Konzervatív neveltetéséből adódóan megdöbbentette tanulótársai és tanárai viselkedésmódja, s úgy találta, hiányoznak a valódi értékek és a jellem fejlesztése. Csalódása vezette őt az alternatív gondolkodásmódok iránti nyitottság felé. 1967-ben látta először az ISKCON tagjait, az indiai bhakti tradíció képviselőit táncolni és énekelni egy egyetemi kampuszon és a Montreáli Világkiállításon.
1969-ben megházasodott, és az alternatív életmód, különösen pedig az indiai hagyományok felé fordult. Vegetáriánus lett, elkötelezve magát az erőszakmentes élet mellett. 1970 nyarát Boulderben, Colorádóban töltötte, ahol egy kísérleti üzemben dolgozott, és mivel vegetáriánus étkezést folytatott, ellátogatott a helyi Hare Krisna templomba. Montreálba menet útba ejtette Haight-Ashbury-t is, azonban a hippik öltözködésének és kultúrájának jellemzőit nem találta vonzónak. Ekkoriban veszítette el érdeklődését a tanulás és a karrier iránt, mikor részt vett egy nyilvános programon, amit egy fiatal "Guru Maharaji" tartott. A Guru előadása nem hagyott mély nyomott benne, azonban a Bhagavad Gíta ősi tanítása felkeltette érdeklődését a hagyomány iránt.

## Csatlakozás az ISKCON-hoz
1971-ben az ötödik tanulmányi éve alatt elhagyta a McGill-t, és Miamiba utazott, hogy távol legyen a családjától. Megszerezte a „Bhagavad-gítá, úgy, ahogy van”, valamint a „Krisna” c. könyvek egy példányait, amiket A. C. Bhaktivedanta Swami, az ISKCON alapító ácsáriája írt. Úgy találta, hogy az ősi bölcsesség releváns és alkalmazható lehet a számára. Elhatározta, hogy találkozik a szerzővel és elfogadja őt, mint lelki vezetőjét, de ez még néhány évig nem válhatott valóra. 1972-ben, ismét Montreálban, ő és a felesége az ISKCON-központ rendszeres vendégeivé váltak, követni kezdték a gaudiya vaisnavák életmódját és lelki gyakorlatait, majd hamarosan a közösség aktív taggjaivá váltak. Az egész életét a lelki tudás és az Isten-tudat terjesztésének akarta szentelni, feladva a családi életet, nőtlen szerzetesként élve.
1973 áprilisában, 24 éves korában teljes idős szerzetesként csatlakozott a Montreáli Hare Krsna templomhoz. Hosszú haját leborotválta, és életét az A.C. Bhaktivedanta Swami által vezetett bimbózó lelki mozgalomnak kezdte szentelni. Egyszerű életet élt: korán kelt, részt vett a templomi programokon, meditált, tanult és terjesztette A. C. Bhaktivedanta Swami könyveit Montreál utcáin. 1973 júniusában avatást fogadott el A. C. Bhaktivedanta Swamitól, és megkapta avatott nevét is: Sivarama Dasa. Vezetői képességeinek köszönhetően hamarosan a könyvosztók csoportjának vezetéséért lett felelős, majd ő lett a montreáli, winnipegi, minneapolisi és chicagói templomok elnöke. A felelősségek magukban foglalták a templomok működtetését, az ISKCON-tagok oktatását és irányítását, valamint a Krisna-tudat bemutatását az emberek számára. A. C. Bhaktivedanta Swami 1977-ben bekövetkezett halálát követően Sivarama Dasa 1979-ben, 29 éves korában, elfogadta a lemondott életrendet, a szannyászát, és így a neve Sivarama Swami lett. 1980-ban áthelyezték az Egyesült Királyságba, ahol a Caitanya Főiskola és a worcesteri Hare Krisna-közösség elnöke, valamint a nemzetközi könyvterjesztés vezetője lett. 1987-től 25 éven át végzett Angliában szolgálatot.
Sivarama Swami tagja lett a GBC-nek (Governing Body Commission), az ISKCON vezetői és lelki irányítói testületének, amelyen belül felelőssége kiterjedt Angliára és Írországra. Ugyanebben az évben fogadta el az avató lelki tanítómester kötelességeit is, további feladatot vállalva a tanítványok Isten-központú életben való vezetésére.

## Tevékenységek Magyarországon
Tekintettel magyar származására és nyelvtudására, a GBC 1987-ben felkérte Sivarama Swamit, hogy vállalja el az ISKCON misszióját Magyarországon. Ekkortól rendszeresen látogatta Budapestet, ám az elnyomó kommunista környezet miatt titokban, szerzetesi viseletét feladva, festmény importőrnek álcázva utazott civil ruhában és parókában. Látogatásai során az érdeklődőkkel otthonaikban beszélgetett, és fokozatosan egy kis közösséget épített ki a komolyabb gyakorlókból.
Magyarország átmenete a kommunizmusból a demokráciába megnyitotta a vallásszabadság kapuit, és 1989-ben az ISKCON magyar ága hivatalosan is bejegyzett vallási szervezetté vált „Magyarországi Krisna-tudatú Hívők Közössége” néven. 1990-ben megnyílt az első Hare Krisna Templom Budapesten, és ahogy érkeztek az érdeklődők, tanítványokat kezdett elfogadni. A prédikálás kezdeti szakaszában Sivarama Swami a Gaudiya Vaisnava hagyomány szent könyveinek lefordítását, kiadását és terjesztését hangsúlyozta A. C. Bhaktivedanta Swami fordításai és magyarázatai alapján. Mindemellett elindította az ISKCON „Ételt az Életért” elnevezésű ételosztó segélyszervezetét Magyarországon, vegetáriánus éttermeket nyitott országszerte, és kezdeményezte a Ratha-yátrá szekérfesztiválok bemutatását Budapesten.
1991-95 között Sivarama Swami országos indiai kulturális fesztivál turnékat szervezett, amivel felkeltette a magyar emberek érdeklődését, így az ISKCON szervezete széles körű ismertségre tett szert. Lelki tanítómestere útmutatása nyomán dolgozni kezdett egy spirituális farm-közösség létrehozásán. Ez a program az Isten-központú élet eszméjén alapult, felölelve az önellátás elvét, a környezettudatosságot, a földművelés jelentőségét és a tehenek védelmét. Tervbe vette a természetes otthonok és az oktatás biztosítását a közösség gyermekei számára. A 250 főt számláló, növekvő közösség Krisna-völgyként vált ismertté, jelenleg Közép-Európa legnagyobb és legjobban szervezett öko közössége, amelyet évente több mint harmincezer turista látogat. Az év legnagyobb hétvégi fesztiválja a Krisna-völgyi Búcsú, amely közel tízezer vendéget vonz. Krisna-völgy mottója, amit A.C. Bhaktivedanta Swami alkotott meg: „Egyszerű életmód, és emelkedett gondolkodás.”
Sivarama Swami tavak, emlékhelyek, pavilonok létrehozásával és más tereprendezési munkálatok kezdeményezésével egyszersmind Krisna-völgy nemzetközi zarándokhellyé alakításának ötletgazdája is. Ezek a helyek emlékeztetik az itt élőket és az idelátogatókat Krisna indiai megjelenésének helyszínére, valamint gazdagítják a farm egyedülálló atmoszféráját.
Sivarama Swami a lelki oktatás ügyének pártfogója. A vaisnava filozófia szisztematikus bemutatásának érdekében, 1998-ban kezdeményezte a Bhaktivedanta Kulturális és Akadémiai Intézmény megalapítását, amely 2003-ban Bhaktivedanta Főiskolává vált. A főiskola az ISKCON Magyarország felsőoktatási intézménye, és az első független, akkreditált főiskola az ISKCON-ban, amely államilag elismert felsőfokú végzettséget kínál vaisnava teológusi és vaisnava jógamester szakon.
Sivarama Swami számos jogi és politikai vita során tett tanúbizonyságot eltökéltségéről, megvédve a vallás szabadságát és a Krisna-tudat mozgalmának jogi státuszát Magyarországon. Vezetése alatt a lakosság részéről az egyházaknak felajánlható adó 1%-a alapján a Magyarországi Krisna-tudatú Hívők Közössége, az ország negyedik legnépszerűbb egyházává válhatott.

## Nemzetközi tevékenységek
2003 júniusában Sivarama Swami lemondott, mint a GBC képviselője Angliában és Írországban, és teljes mértékben a magyar közösség fejlesztésére irányította figyelmét. 2005-ben társ-GBC lett Romániában, 2007-ben pedig GBC titkár Törökországban. Jelenleg is gyakran utazik ezekbe az országokba, hogy az ottani politikai és vallási előírásokkal összhangban terjessze az ISKCON tevékenységeit. Napjainkban Sivarama Swami India és a Nyugat között ingázik rendszeresen, hogy ezreket inspiráljon lelki gyakorlataik végzésében, és hogy terjessze a bhakti-yoga tanításait. Utazásai során rendszeresen találkozik akadémikusokkal, hivatalos személyekkel, politikai vezetőkkel, hogy India ősi lelki bölcsességének fényében társadalmi, környezetvédelmi és gazdasági problémákról beszélgessen velük. Emellett aktív részese vallásközi párbeszédeknek, és az Európai Vallási Vezetők Tanácsának tagja.

## Kitüntetések
2009 október 20-án Sivarama Swami Budapesten az Iparművészeti Múzeum épületében, a Magyar Köztársasági Arany Érdemkeresztet vehette át, amely a második legmagasabb állami kitüntetés. Az elismerő kitüntetést Manherz Károly tudományos és felsőoktatási szakállamtitkár adta át, az egyház “karitatív, humanitárius és értékteremtő munkájáért valamint univerzális emberi értékeket gazdagító tevékenységei elismeréseként.”

## Írói munkássága
Sivarama Swami a vaisnava szentírásokban való mély tudásáról is ismert, amelyet leckéi, szemináriumai és éves utazásai során emberek ezreinek nyújtott személyes útmutatása is tükröz.
Az írás iránti gyermekkori affinitása fellelhető abban a vágyában, hogy a vaisnava teológiát és kultúrát ne csak szóban, hanem maradandóbb formában is bemutassa. Első műve, a Bhaktivedanta Magyarázatok 1998-ban jelent meg, és lelki tanítómestere Bhagavad-Gita kommentárjait megkérdőjelező akadémikusok kritikáira íródott válaszként. Ugyanebben az évben kezdte el írni a Krsna Vrndávanában sorozatot, mely a Srimad Bhagavatam 10. énekén alapul. Ennek a sorozatnak ez idáig öt kötete jelent meg. Összesen huszonkét művet írt a Krisna-tudat filozófiájáról és teológiájáról, amelyek közül a legterjedelmesebb a Nava-vraja-mahimá, a kilenc-kötetes értekezés Krisna kiterjedt szent földjéről Vrajáról, a kedvtelések, a zarándoklat és a filozófia vaisnava perspektíváin keresztül. Jelenleg egy társadalomfejlesztéssel foglalkozó sorozaton, a „Varnasrama Kódex” kézikönyvön dolgozik. Műveit magyar, orosz és spanyol nyelvekre fordították le.

## Magánélete
Sivarama Swami utazó szerzetesként él, hivatalosan magántulajdon és állandó otthon nélkül. Szigorúan vegetáriánus, tejterméket csak védett és szeretettel gondozott tehenektől fogad el. Szívesen tölti idejét Krisna-völgy természetes környezetében, valamint Mayapurban, az ISKCON lelki fővárosában, Nyugat-Bengálban. Minden nap végez mantra-meditációt, imádatot, kírtanát, tanulmányozza a szentírásokat és ír.

## Főbb művei
- Śivarāma Swāmī. Bhaktivedanta Purports. Perfect Explanation of the Bhagavad-gītā. Badger: Torchlight Publishing, 1998. ISBN 1-887089-12-8
- Śivarāma Swāmī. Veṇu-gītā. The Song of the Flute. Kṛṣṇa in Vṛndāvana series Vol. 1. Budapest: Bhaktivedanta Intézet, 1998. ISBN 963-03-6988-5
- Śivarāma Swāmī. The Śikṣā-guru. Implementing Tradition within ISKCON. Budapest: Bhaktivedanta Intézet, 1999. ISBN 963-03-6988-5
- Śivarāma Swāmī. Na Pāraye ‘Ham. I Am Unable to Repay You. Kṛṣṇa in Vṛndāvana series Vol. 2. Budapest: Bhaktivedanta Intézet, 2000. ISBN 963-86034-5-3
- Śivarāma Swāmī. Śikṣā Outside ISKCON? Budapest: Lāl Publishing, 2002. ISBN 963-86227-1-7
- Śivarāma Swāmī. Kṛṣṇa-saṅgati. Meetings with Kṛṣṇa. Kṛṣṇa in Vṛndāvana series Vol. 3. Budapest: Lāl Publishing, 2004. ISBN 963-214-946-7
- Śivarāma Swāmī. Śuddha-bhakti-cintāmaṇi. The Touchstone of Pure Devotional Service. Kṛṣṇa in Vṛndāvana series Introduction. Budapest: Lāl Publishing, 2006. ISBN 978-963-200-100-5
- Śivarāma Swāmī. Nava-vraja-mahimā. 9 volumes. Budapest: Lāl Publishing, 2012. ISBN 978-963-89567-0-5
- Śivarāma Swami. Sādhavo Hṛdayaṁ Mahyam. Saints Are My Heart. Budapest: Lāl Publishing, 2013. ISBN 978-615-80197-3-6
- Śivarāma Swāmī. My Daily Prayers (Collected prayers of Vaiṣṇava teachers). Budapest: Lāl Publishing, 2014. ISBN 978-963-89866-5-8
- Śivarāma Swāmī. The Awakening Of Spontaneous Devotional Service. Budapest: Lāl Publishing, 2015. ISBN 978-615-80197-9-8
- Śivarāma Swāmī. Varṇāśrama Compendium. Part One. The Four Varṇas. Budapest: Lāl Publishing, 2016. ISBN 978-615-80331-1-4
- Śivarāma Swāmī. Śrīla Raghunātha dāsa Gosvāmī’s Śrī Vilāpa-kusumāñjali. Budapest: Lāl Publishing, 2016. ISBN 978-615-80331-3-8
- Śivarāma Swāmī. Śrī Dāmodara Jananī. Kṛṣṇa in Vṛndāvana series Vol. 4. Budapest: Lāl Publishing, 2016. ISBN 978-615-80331-5-2
- Śivarāma Swami. Saṅkalpa-kaumudī. A Moonbeam on Determination. Kṛṣṇa in Vṛndāvana series Vol. 5. Budapest: Lāl Publishing, 2020. ISBN 978-615-81125-8-1
- Śivarāma Swami. Gauḍīya-stotra-ratna. The Gemlike Prayers of Gauḍīya Vaiṣṇavas. Budapest: Lāl Publishing, 2022. ISBN 978-615-6379-03-0
- Śivarāma Swami. Śrī Vilāpa-kusumāñjali of Raghunātha Dāsa Gosvāmī Commentary. Vol.1. Kṛṣṇa in Vṛndāvana series Vol. 6. Budapest: Lāl Publishing, 2022. ISBN 978-615-5253-21-8
- Śivarāma Swami. Śrī Vilāpa-kusumāñjali of Raghunātha Dāsa Gosvāmī Commentary. Vol.2. Kṛṣṇa in Vṛndāvana series Vol. 7. Budapest: Lāl Publishing, 2023. ISBN 978-615-6379-24-5
- Śivarāma Swami. Śrī Vilāpa-kusumāñjali of Raghunātha Dāsa Gosvāmī With the Patrāṅkitā Commentary of Śivarāma Swami. Vol.3. Kṛṣṇa in Vṛndāvana series Vol. 8. Budapest: Lāl Publishing, 2024. ISBN 978-615-6379-25-2
- Śivarāma Swami. Further Awakening of Spontaneous Devotion. Budapest: Lāl Publishing, 2024. ISBN 978-615-80197-9-8

### Magyarul
- Krṣna Vrndāvanában; ford. Rohini devi dasi; Bhaktivedanta, Budapest, 1998–
- Śikṣā az ISKCON-on kívül?; ford. Yaśodā-mayī devī dāsī, Prema-vinodinī devī dāsī, Tóth Gábor; Lál, Somogyvámos, 2001
- Nava-vraja-mahimā. Térképkönyv; ford. Revatī Devī Dāsī; Lál, Somogyvámos, 2014
- Mindennapi imáim; ford. Revati devī dāsī; Lál, Somogyvámos, 2014
- Nava-vraja-mahimā, 1-8.; ford. Nalinī-kānta Devī Dāsī, Revatī Devī Dāsī; Lāl, Somogyvámos, 2014–2020
- Sādhavo hrdayaṁ mahyam / A szívem a szenteké; ford. Revatī Devī Dāsī; Lāl, Somogyvámos, 2015
- Varṇāśrama-kódex. 1. A varnák; ford. Nalinī-kānta Devī Dāsī, Prema-vinodinī Devī Dāsī; Lāl, Somogyvámos, 2016
- A spontán odaadó szolgálat ébredése. Budapest: Lāl Publishing, 2019. ISBN 978-615-81125-3-6
- Még több szent név. Śivarāma Swami összegyűjtött tanításai; ford. Revatī Devī Dāsī Lál, Somogyvámos, 2020
- Śivarāma Swami. A Swami Szemével – Élet egy kizökkent világban. Budapest: M.K.T.H.K., 2020. ISBN 978-615-8173-70-4
- Śivarāma Swami. A Swami Szemével – Útmutatás zűrzavaros időkben. Budapest: SRS Bhakti, 2022. ISBN 978-615-0152-57-8
- Śivarāma Swami. Gauḍīya-stotra-ratna. A gauḍīya vaiṣṇava imák ékkövei. Budapest: Lāl Kiadó, 2022. ISBN 978-615-6379-04-7
- Śivarāma Swami. Saṅkalpa-kaumudī. Az eltökéltség útját megvilágító holdsugár. Budapest: Lāl Kiadó, 2023. ISBN 978-615-6379-23-8

## Fordítás
Ez a szócikk részben vagy egészben  a   Sivarama Swami című angol Wikipédia-szócikk fordításán alapul.  Az eredeti cikk szerkesztőit annak laptörténete sorolja fel. Ez a jelzés csupán a megfogalmazás eredetét és a szerzői jogokat jelzi, nem szolgál a cikkben szereplő információk forrásmegjelöléseként.